# (36926) 2000 SZ213
2000 SZ213 (asteroide 36926) é um asteroide da cintura principal. Possui uma excentricidade de 0.16112580 e uma inclinação de 12.99237º.
Este asteroide foi descoberto no dia 25 de setembro de 2000 por LINEAR em Socorro.